# Новины (гмина)
Новины (пол. Nowiny) — сельская гмина (волость) в Польше, входит как административная единица в Келецкий повет, Свентокшиское воеводство. Население — 7711 человек (на 2016 год).
Ранее гмина Ситкувка-Новины, переименована 1 января 2021.

## Демография
| Перепись                       | Всего   | Всего | Женщины | Женщины | Мужчины | Мужчины |
| ------------------------------ | ------- | ----- | ------- | ------- | ------- | ------- |
| Единицы                        | человек | %     | человек | %       | человек | %       |
| Население                      | 6983    | 100   | 3537    | 50,65   | 3446    | 49,35   |
| Плотность населения (чел./км²) | 153     | 153   | 77,3    | 77,3    | 75,3    | 75,3    |

## Поселения
1. Болеховице
2. Коваля
3. Коваля
4. Ситкувка-Новины
5. Ситкувка
6. Словик
7. Шевце
8. Тшчанки
9. Воля-Мурована
10. Загроды
11. Завада
12. Згурско

## Соседние гмины
1. Гмина Хенцины
2. Кельце
3. Гмина Моравица
4. Гмина Пекошув